# からたち野道/そばにいたい/中央線
「からたち野道/そばにいたい/中央線」（からたちのみち/そばにいたい/ちゅうおうせん）は、日本の音楽グループであるTHE BOOMが1993年10月1日に発表したシングル（現在は廃盤）。

## 解説
THE BOOMのいくつかのディスコグラフィーではシングルではなく「ミニ・アルバム」として扱っているものがある。
「アーティストのベスト曲」を集めた、ソニー・レコード創立25周年の企画盤として発売されたため、正式なシングルにカウントされない。
「からたち野道」、「中央線」は1990年発表アルバム『JAPANESKA』、「そばにいたい」は1991年発表のシングル「みちづれ」（1992年のアルバム『思春期』にも収録）に収録されていた楽曲だが、3曲ともベストアルバム『THE BOOM』に収録されたリミックス・バージョンで収録されている。
「からたち野道」では、ボーカルの宮沢和史が三味線を担当。間奏はギターの小林孝至がマンドリンを弾いている。
宮沢はこの曲が最初にレコーディングされた1990年当時、後に「島唄」演奏時に用いられることになる三線をまだ手に入れておらず、ベース担当の山川浩正の母親から三味線を借りたと「極東ラジオ」内で述べている。
「からたち野道」（本シングル収録ヴァージョン）に「熱いよ 熱いよ」と聞こえる「霊の声」が収録されていると以前テレビで紹介されたことがある。これは曲中で和太鼓をたたいている人の掛け声であり、「霊の声」ではない。オリジナルテイクをリミックスした本テイクは確かに「霊のような」声がクリアに聞こえるが、オリジナル・テイクを収録のアルバム『JAPANESKA』（1990年発表）ではリミックス・ヴァージョンほどの「霊の声」は聞こえず、和太鼓に合わせた人間の掛け声であることが分かる。
アルバム『JAPANESKA』歌詞ブックレットには曲中の和太鼓担当を宮沢、ドラムの栃木孝夫とクレジットされている。

## 収録曲
全曲作詞・作曲：宮沢和史
1. からたち野道
2. そばにいたい
3. 中央線